# Анна Гендерсон
Анна Гендерсон (англ. Anna Henderson; 5 березня 1900, Вашингтон, Джорджія, США — 1 липня 2014, Філадельфія, Пенсільванія, США) — повністю верифікована американська супердовгожителька, вік якої було підтверджено Групою геронтологічних досліджень (GRG). На момент своєї смерті вона була п'ятою найстарішою людиною в США і 7-ю найстарішою людиною у світі. Вона також була 100-ю підтвердженою людиною в історії, яка досягла віку 114 років, 118 днів.

## Життєпис
Анна Гендерсон народилася у містечку Вашингтон, штат Джорджія, США 5 березня 1900 року.
У 1925 році вона вийшла заміж за Ремберта Хендерсона, і у них було дев’ятеро дітей. Сім'я проживала в Північній Філадельфії до 1941 року, а потім переїхала до Західної Філадельфії. 
У жовтні 1935 року вона була одним із перших членів, які пройшли маршем від 57-ї та Вайн-стріт до 60-ї та Каллоухілл-стріт і стали свідками проголошення Церкви Святого Храму Бога і Христа. Вона була активним членом Церкви понад 70 років і дорожила своєю церковною родиною. 
Вона здійснила свій перший політ у віці 95 років і отримала від цього величезне задоволення. Вона здійснила свій перший круїз у віці 104 роки. 
У віці 108 років Хендерсон повернулася до свого рідного міста Ріддвілль.
Анна Хендерсон померла у Філадельфії, штат Пенсільванія, США, 1 липня 2014 року у віці 114 років і 118 днів, будучи найстарішою підтвердженою людиною, яка померла в 2014 році.